# Ste-Marie (Avrainville)

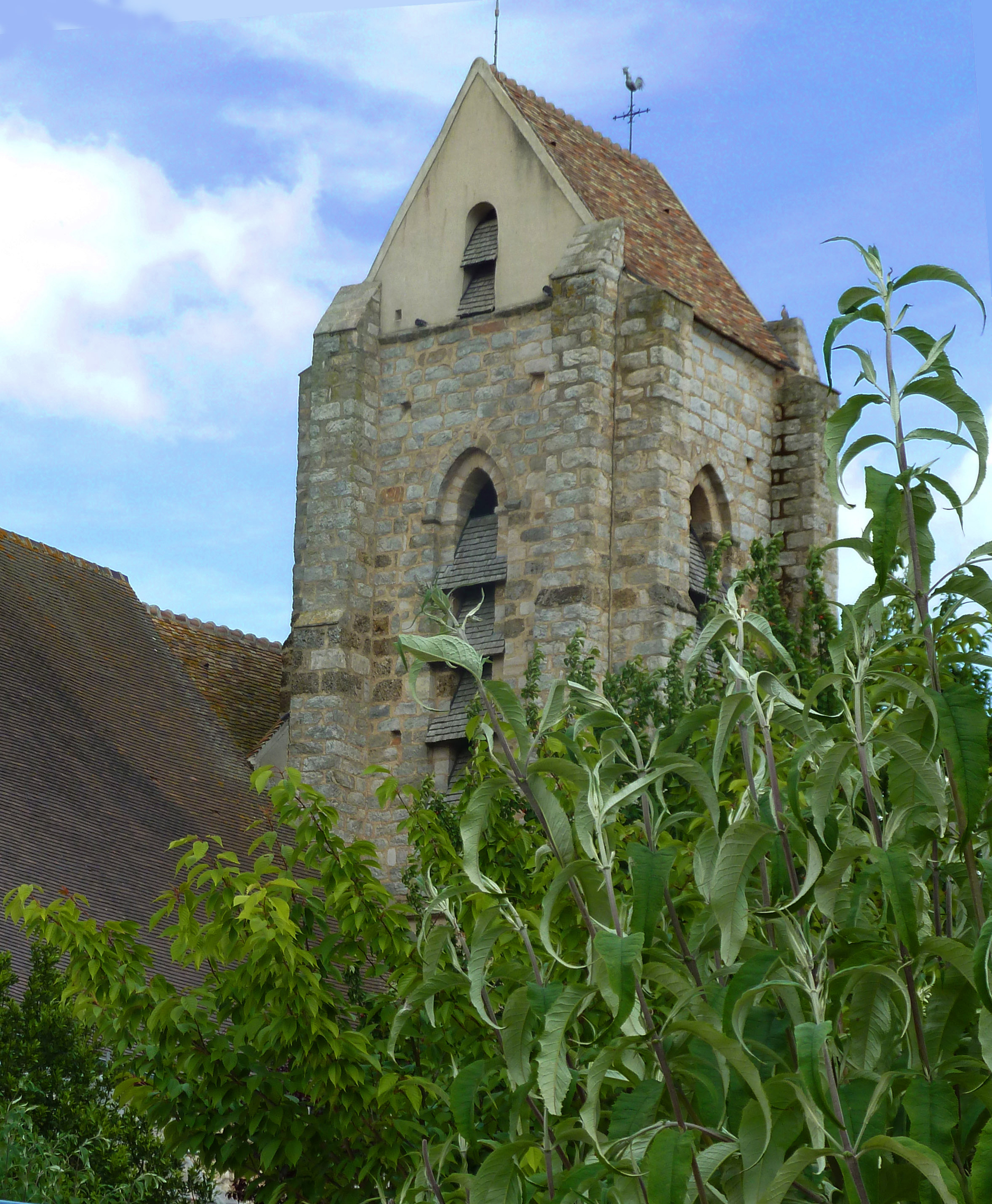
Kirche Ste-Marie in Avrainville

Die katholische Kirche Sainte-Marie in Avrainville, einer französischen Gemeinde im Département Essonne in der Region Île-de-France, wurde im 11. Jahrhundert errichtet. Die Marienkirche an der Place de l’Église ist seit 1983 als Monument historique in die Liste der Baudenkmäler in Frankreich aufgenommen.
Im 17. und 18. Jahrhundert wurden größere Veränderungen am Bauwerk vorgenommen, so wurde um 1680 die Sakristei angebaut. Aus dem 12. Jahrhundert ist das Südportal mit zackenförmiger Archivolte, die auf Säulen ruht, erhalten.
Der zweigeschossige Turm auf rechteckigem Grundriss stammt ebenfalls aus dem 12. Jahrhundert, er wird von einem Satteldach gedeckt und von Eckpfeilern gestützt. Die Klangarkaden befinden sich in einer spitzbogigen Öffnung.

## Ausstattung
Die Ausstattung stammt zum größten Teil aus dem 19. Jahrhundert, wie z. B. die Kanzel aus Holz.
Siehe auch: Liste der Monuments historiques in Avrainville (Essonne)